# Hoste (Mosela)
Hoste é uma comuna francesa na região administrativa de Grande Leste, no departamento de Mosela. Estende-se por uma área de 9,47 km². Em 2010 a comuna tinha 619 habitantes (densidade: 65,4 hab./km²).